# شکیرا باکر
شکیرا باکر (انگلیسی: Shakira Baker؛ زادهٔ ۴ ژانویهٔ ۱۹۹۲) ورزشکار راگبی ۷ نفره اهل نیوزیلند است.
وی همچنین در تیم‌های ملی فوتبال نیوزیلند بازی کرده‌است.
وی در مسابقات کشوری و بین‌المللی در مجموع برندهٔ ۲ مدال طلا، ۱ مدال نقره شده‌است.